# Leone Efrati
Leone Efrati (23. April 1915 in Rom – 17. April 1945 im KZ Ebensee), auch Lelletto genannt, war ein italienischer Boxer in der Klasse Federgewicht und war ein Opfer des Holocaust.

## Leben
Efrati debütierte im Alter von 19 Jahren in seiner Heimatstadt und bestritt in den ersten sieben Monaten seiner Karriere zehn Kämpfe, von denen er sechs gewann und zwei verlor. Bis Dezember 1937 boxte er in Italien, danach in Frankreich. Am 30. September 1938 bestritt er seinen ersten Kampf in den Vereinigten Staaten, gegen Gene Spencer, der mit einem Unentschieden endete. Nach vier Siegen in Chicago und Peoria stellte er sich zweimal dem Veteranen Frankie Covelli. Der erste Kampf endete unentschieden, den zweiten konnte Efrati nach einer bravourösen Leistung für sich entscheiden. Am Höhepunkt seiner Karriere belegte Efrati Platz 10 der Weltrangliste. Danach jedoch endete seine glückliche Serie und er verlor dreimal, darunter auch bei einem dritten Match gegen Covelli. Gegen den amerikanischen Weltmeister Leo Rodak ging er über zehn Runden – und verlor. Efrati kehrte daraufhin in sein Heimatland zurück.
Nach dem Waffenstillstand von Cassibile und der Machtübernahme der Nationalsozialisten in weiten Teilen Italiens, durch die Operation Fall Achse, wurden Leone Efrati und sein Bruder wegen ihrer jüdischen Herkunft verhaftet und ins Konzentrationslager Auschwitz deportiert. Dort musste er an den sonntäglichen Schaukämpfen vor der SS-Mannschaft teilnehmen, darunter auch gegen Gegner höherer Gewichtsklassen. Als er erfuhr, dass sein Bruder von einem Kapo blutig geschlagen wurde, reagierte er heftig und wurde daraufhin am 16. April 1945 ermordet.
Im Jahr 2000 wurde er posthum in die International Jewish Sports Hall of Fame aufgenommen.

### Buchpublikationen
- Roberto Riccardi: Sono stato un numero. Alberto Sed racconta. La Giuntina, Florenz, 2009, ISBN 978-88-8057-327-2 (italienisch)
- Joseph Siegman: Jewish sports legends: the International Jewish Hall of Fame. In: Jewish Sports Legends, Potomac Books 1979, ISBN 978-1-57488-951-2

### Zeitungen und Zeitschriften
- Sergio Giuntini: Leone Efrati, un pugile ad Auschwitz. Patria Indipendente, 30. Januar 2005
- Martin Krauss: Ums Überleben kämpfen. Jungle World, 15. November 2012
- Valerio Piccioni: Il campione morto ad Auschwitz. Anche lo sport fu complice dell’inferno. La Gazzetta dello Sport, 25. Januar 2004
- Massimo Raffaeli: Lelletto, il pugile caduto a Auschwitz. Il manifesto, 5. Juli 2007
- Konferenz Storie di sport al tempo delle leggi razziali e del nazismo, Florenz, 22. Januar 2010